# 奈良市立左京小学校
奈良市立左京小学校（ならしりつ さきょうしょうがっこう）は、奈良県奈良市左京三丁目にある公立小学校。
30人31脚で全国優勝した経歴のある学校である。

## 沿革
- 1993年 - 奈良市立朱雀小学校から分離し、開校。

## 卒業後の進路
- 奈良市立平城東中学校

## アクセス
- JR関西本線 平城山駅から徒歩10分

## 著名な出身者
- 西岡剛（プロ野球選手）[1]
- 小野寺暖（プロ野球選手）[1]

## 通学区域が隣接している学校
- 奈良市立朱雀小学校
- 奈良市立平城小学校
- 奈良市立佐保台小学校
- （京都府）木津川市立州見台小学校
- （京都府）木津川市立相楽小学校